# 八木依子
八木 依子（やぎ よりこ、1982年6月8日 - ）は、群馬県出身の女性タレント。元セント・フォース所属で、現在は株式会社サイドエーに所属している。

## 来歴
- 実践女子大学英文学科卒業。2004年にはミス実践女子大学にも選ばれている他、アメリカやカナダへの留学を経験。
- タレント活動では主に情報番組のレギュラーを務め、2007年10月からは『NEWS ZERO』金曜日のカルチャー&天気コーナーのキャスターとして1年間出演した。

## 主な出演

### テレビ
- プロサッカーニュース（2007年3月 - 2008年12月、フジテレビ739）
- オモ☆さん（2007年4月 - 9月、テレビ朝日）セミレギュラー
- NEWS ZERO（金曜日サブキャスター、2007年10月5日 - 2008年9月26日、NTV）
- DAMの泉（2010年7月 - 10月　MUSIC ON! TV）レギュラー
- やまチャンネルリターンズ（2010年10月 -　2011年3月、あっ!とおどろく放送局）セミレギュラー

### その他
- 全日本カラオケグランプリ地区大会司会（2009年）